# Holmesville (Nebraska)
Holmesville – jednostka osadnicza w Stanach Zjednoczonych, w stanie Nebraska, w hrabstwie Gage.